# Jean Van Den Bosch
Jean Van Den Bosch (5 de agosto de 1898 — 1 de julho de 1981) foi um ciclista belga que competia tanto em provas de estrada, quanto de pista.

## Paris 1924
Competiu como representante de seu país nos Jogos Olímpicos de Verão de 1924 em Paris, conquistando a medalha de prata no contrarrelógio por equipes, junto com Henri Hoevenaers e Alphonse Parfondry. Também competiu na perseguição por equipes, terminando em terceiro lugar (bronze), junto com Léonard Daghelinckx, Henri Hoevenaers e Fernand Saive. Na estrada individual terminou em décimo lugar.